# Top R&B/Hip-Hop Albums
Top R&B/Hip-Hop Albums, tidigare Top R&B/Black Albums, är en lista publicerad av Billboard som rankar R&B- och hiphopalbum. Försäljningen baseras på data från Nielsen Soundscan. Listan debuterade 1965 som Hot R&B LPs. 1999 kallades listan Top R&B Albums och innan det kallades den Top Black Albums. Från 1969 till 1978 identifierades den som soul-topplista.